# Punta Lara
Punta Lara ist eine Stadt im Partido Ensenada, in der Provinz Buenos Aires, Argentinien. Punta Lara wurde 1826 in der Agglomeration von Gran La Plata gegründet.

## Lage
Punta Lara liegt rund 60 Kilometer südlich von Buenos Aires und ist bekannt als Badeort durch seine Küstenlage am Atlantischen Ozean, in der Bucht von Río de la Plata an der Ruta Provincial 11: Punta Lara – Mar del Sur.

## Geschichte
1888 ereignete sich im Gebiet ein Erdbeben. Punta Lara erhielt 1931 die Stadtrechte. 1932 fanden die ersten Bürgermeisterwahl statt. Zu Beginn des Zweiten Weltkriegs fand nördlich von Punta Lara die sogenannte Schlacht am Río de la Plata zwischen dem deutschen Panzerschiff Admiral Graf Spee und alliierten (britischen) Einheiten statt. 2001 wurden bei der Volkszählung in Punta Lara 8.140 Einwohner registriert.

## Klima
Punta Lara befindet sich in der subtropischen Klimazone. Die durchschnittliche Jahrestemperatur beträgt 17,73 Grad Celsius, die Jahresniederschlagsmenge liegt bei 1214,6 Millimeter im Durchschnitt. Der meiste Niederschlag fällt im Monat März, der wenigste im Juni mit durchschnittlich 50,0 Millimeter. Der wärmste Monat ist der Januar mit durchschnittlich 23,7 Grad Celsius, der kälteste der Juli mit 10,5 Grad Celsius. Selbst im Winter sinken die Temperaturen nur selten unter null Grad.

## Sehenswertes

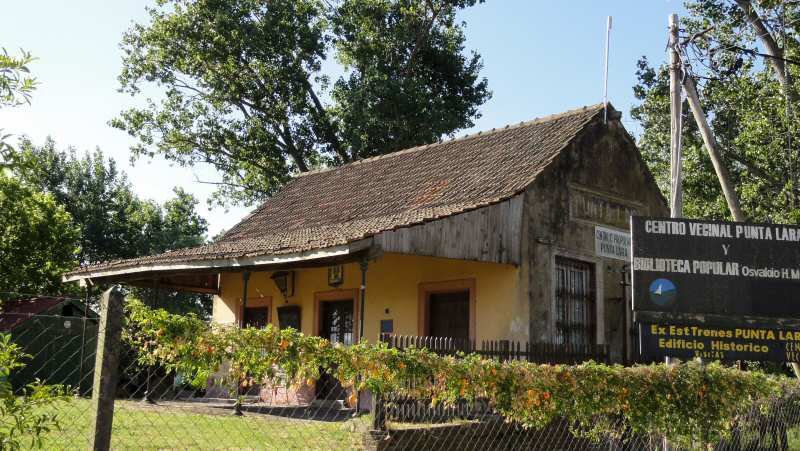
Alter Bahnhof in Punta Lara

- Estación Punta Lara, ein historischer Bahnhof der Ferrocarril del Sud mit Satteldach und französischen Ziegeln, erbaut 1873, 1978 geschlossen. Er wird derzeit als Bibliothek genutzt.

## Ehrenbürger
- Silvio Pettirossi (1887–1916) ein paraguayischer Pilot und Luftfahrtpionier. Ihm zu Ehren wurde ein  imposantes Denkmal in Punta Lara errichtet.